# 第一次男爵战争
第一次男爵战争（英語：First Barons' War）是1215年至1217年英格兰王国的一场内战，是罗伯特·菲茨沃尔特领导的一群叛乱地主（通常称为男爵）对英格兰约翰王发动的战争。此次内战源于约翰王对法国国王腓力二世作战失败，导致安茹帝国瓦解，随后约翰王拒绝接受和遵守1215年6月15日所订立的“大宪章”。期间，反国王势力向约翰的外甥女婿法兰西的路易王子求援，路易派兵占领温切斯特并一度占据英格兰一半的国土，反国王势力在伦敦宣布路易为“英格兰国王路易斯一世”，并得到苏格兰国王亚历山大二世的认可。
约翰先前在争夺王位的斗争中杀死了他已故哥哥若弗鲁瓦二世的儿子阿蒂尔王子，并囚禁了阿蒂尔的姐姐埃莉诺公主。教宗为了支持约翰，指出路易的妻子布兰卡的王位宣称权在埃莉诺之后。
1216年10月，约翰王驾崩。男爵们拥戴约翰王的9岁嫡长子，即亨利三世为国王；支持路易的男爵们也背离了路易。埃莉诺的宣称没有得到主张，因为亨利三世的支持者遵循了约翰不得释放她的遗命，此后她仍然被关在监狱里。
1217年路易战败被迫放弃王位宣称，大宪章被恢复。